# Svenska basketligan 2006-2007
La Svenska basketligan 2006-2007 è stata la 54ª edizione del massimo campionato svedese di pallacanestro maschile. La vittoria finale è stata ad appannaggio del Plannja Basket.

## Regular season
|     | Squadra                   | G  | V  | P  | PF   | PA   | Pt | Qualificazione            |
| --- | ------------------------- | -- | -- | -- | ---- | ---- | -- | ------------------------- |
| 1.  | Solna Vikings             | 22 | 17 | 5  | 2005 | 1909 | 34 | qualificate nel gruppo A1 |
| 2.  | Plannja Basket            | 22 | 17 | 5  | 2028 | 1830 | 34 | qualificate nel gruppo A1 |
| 3.  | Sundsvall Dragons         | 22 | 16 | 6  | 1977 | 1799 | 32 | qualificate nel gruppo A1 |
| 4.  | Jämtland Basket           | 22 | 12 | 10 | 1948 | 1942 | 24 | qualificate nel gruppo A1 |
| 5.  | 08 Stockholm Human Rights | 22 | 11 | 11 | 1825 | 1832 | 22 | qualificate nel gruppo A1 |
| 6.  | Öresundskraft Basket      | 22 | 10 | 12 | 1947 | 1923 | 20 | qualificate nel gruppo A1 |
| 7.  | Norrköping Dolphins       | 22 | 10 | 12 | 1987 | 1998 | 20 | qualificate nel gruppo A2 |
| 8.  | Sallén Basket             | 22 | 9  | 13 | 1920 | 1924 | 18 | qualificate nel gruppo A2 |
| 9.  | Gothia                    | 22 | 9  | 13 | 1895 | 1911 | 18 | qualificate nel gruppo A2 |
| 10. | Akropol BBK               | 22 | 8  | 14 | 1830 | 1980 | 16 | qualificate nel gruppo A2 |
| 11. | Södertälje Kings          | 22 | 7  | 15 | 1902 | 2039 | 14 | qualificate nel gruppo A2 |
| 12. | Ockelbo                   | 22 | 6  | 16 | 1801 | 1978 | 12 | qualificate nel gruppo A2 |

### Gruppo A1
|    | Squadra                   | G  | V  | P  | PF   | PS   | P.ti | Qualificazione             |
| -- | ------------------------- | -- | -- | -- | ---- | ---- | ---- | -------------------------- |
| 1. | Solna Vikings             | 32 | 24 | 8  | 3013 | 2864 | 48   | playoffs                   |
| 2. | Plannja Basket            | 32 | 24 | 8  | 2969 | 2657 | 48   | playoffs                   |
| 3. | Sundsvall Dragons         | 32 | 20 | 12 | 2868 | 2714 | 40   | playoffs                   |
| 4. | 08 Stockholm Human Rights | 32 | 17 | 15 | 2678 | 2636 | 34   | playoffs                   |
| 5. | Öresundskraft Basket      | 32 | 14 | 18 | 2823 | 2855 | 28   | playoffs                   |
| 6. | Jämtland Basket           | 32 | 14 | 18 | 2809 | 2929 | 28   | turno preliminare playoffs |

### Gruppo A2
|     | Squadra             | G  | V  | P  | PF   | PS   | P.ti | Qualificazione             |
| --- | ------------------- | -- | -- | -- | ---- | ---- | ---- | -------------------------- |
| 7.  | Norrköping Dolphins | 32 | 18 | 14 | 2913 | 2889 | 36   | playoffs                   |
| 8.  | Sallén Basket       | 32 | 17 | 15 | 2815 | 2728 | 34   | turno preliminare playoffs |
| 9.  | Akropol BBK         | 32 | 13 | 19 | 2698 | 2853 | 26   | turno preliminare playoffs |
| 10. | Gothia              | 32 | 13 | 19 | 2750 | 2744 | 26   | turno preliminare playoffs |
| 11. | Södertälje Kings    | 32 | 11 | 21 | 2868 | 2975 | 22   |                            |
| 12. | Ockelbo             | 32 | 7  | 25 | 2620 | 2980 | 14   |                            |

## Playoff
|  | Primo turno | Primo turno   | Primo turno |  |    | Quarti di finale | Quarti di finale     | Quarti di finale |                |                | Semifinali        | Semifinali | Semifinali |  |  | Finali | Finali       | Finali |
|  |             |               |             |  |    |                  |                      |                  |                |                |                   |            |            |  |  |        |              |        |
|  |             |               |             |  |    | 1.               | Solna Vikings        | 3                |                |                |                   |            |            |  |  |        |              |        |
|  | 8.          | Sallén Basket | 2           |  |    | 8.               | Sallén Basket        | 0                |                |                |                   |            |            |  |  |        |              |        |
|  | 8.          | Sallén Basket | 2           |  | 1. | 8.               | Sallén Basket        | 0                | Solna Vikings  | 1              |                   |            |            |  |  |        |              |        |
|  | 9.          | Akropol BBK   | 0           |  | 1. |                  |                      |                  |                | 1              |                   |            |            |  |  |        |              |        |
|  | 9.          | Akropol BBK   | 0           |  | 4. | 08 Stockholm     | 3                    |                  |                |                |                   |            |            |  |  |        |              |        |
|  |             |               |             |  |    | 08 Stockholm     | 3                    | 4.               | 08 Stockholm   | 3              |                   |            |            |  |  |        |              |        |
|  |             |               |             |  |    |                  |                      | 4.               | 08 Stockholm   | 3              |                   |            |            |  |  |        |              |        |
|  |             |               |             |  |    | 5.               | Öresundskraft Basket | 2                |                |                |                   |            |            |  |  |        |              |        |
|  |             |               |             |  |    |                  |                      |                  |                |                |                   |            |            |  |  | 4.     | 08 Stockholm | 2      |
|  |             |               |             |  |    |                  |                      | 2.               | Plannja Basket | 4              |                   |            |            |  |  |        |              |        |
|  |             |               |             |  |    | 3.               | Sundsvall Dragons    | 3                |                |                |                   |            |            |  |  |        |              |        |
|  |             |               |             |  |    | 7.               | Norrk. Dolphins      | 1                |                |                |                   |            |            |  |  |        |              |        |
|  |             |               |             |  |    | 7.               | Norrk. Dolphins      | 1                |                | 3.             | Sundsvall Dragons | 0          |            |  |  |        |              |        |
|  | 6.          | Jämtland      | 0           |  |    |                  |                      |                  |                | 3.             | Sundsvall Dragons | 0          |            |  |  |        |              |        |
|  | 6.          | Jämtland      | 0           |  | 2. | Plannja Basket   | 3                    |                  |                |                |                   |            |            |  |  |        |              |        |
|  | 10.         | Gothia        | 2           |  | 2. | Plannja Basket   | 3                    |                  | 2.             | Plannja Basket | 3                 |            |            |  |  |        |              |        |
|  | 10.         | Gothia        | 2           |  |    |                  |                      |                  | 2.             | Plannja Basket | 3                 |            |            |  |  |        |              |        |
|  |             |               |             |  |    | 10.              | Gothia               | 1                |                |                |                   |            |            |  |  |        |              |        |

| Svenska basketligan 2006-2007 |
| ----------------------------- |
| Plannja Basket 7º titolo      |

## Squadra vincitrice
| N° | Naz.                   | Ruolo | Sportivo         |  | Alt. |  |
| -- | ---------------------- | ----- | ---------------- |  | ---- |  |
| 4  | Stati Uniti (bandiera) | P     | Andrew Mitchell  |  | 181  |  |
| 5  | Togo (bandiera)        | G     | Serabilo Boucari |  | 188  |  |
| 6  | Svezia (bandiera)      | AP    | Joakim Eriksson  |  | 201  |  |
| 7  | Svezia (bandiera)      | A     | Mats Olsson      |  | 204  |  |
| 8  | Svezia (bandiera)      | AP    | Jim Enbom        |  | 195  |  |
| 9  | Stati Uniti (bandiera) | AP    | Fred Drains      |  | 195  |  |
| 10 | Svezia (bandiera)      | A     | Jonas Jerebko    |  | 206  |  |
| 11 | Svezia (bandiera)      | P     | Håkan Larsson    |  | 184  |  |
| 12 | Svezia (bandiera)      | P     | Gustaf Josefsson |  | 183  |  |
| 13 | Svezia (bandiera)      | G     | Robin Ryan       |  | 193  |  |
| 14 | Svezia (bandiera)      | AC    | John Rosendahl   |  | 203  |  |
| 15 | Stati Uniti (bandiera) | A     | Adam Sonn        |  | 201  |  |
|    | Svezia (bandiera)      | All.  | David Visscher   |  |      |  |